# Gungnae
La Fortalesa de Gungnae (en alfabet hangul: 국내성) o ciutat de Gungnae o Guonei, va ser la segona capital de l'antic regne Koguryö. Aquest lloc està situat actualment a la ciutat de Ji'an (集安), a la província xinesa de Jilin, i forma part del conjunt «Capitals i tombes de l'antic regne de Koguryö» designat com a Patrimoni de la Humanitat per la UNESCO des de l'any 2004.

## Història
Gungnae va ser la triada per ser la capital per Yuri, segon rei del regne de Koguryö, i va ser traslladada durant el desè mes de l'any 3 dC.
La fortalesa va ser saquejada en múltiples ocasions fins a l'arribada del rei Kwanggaet'o Wang, que va expandir el territori de Goguryeo i va convertir el regne en una potència del nord-est de l'Àsia. Quan el rei va morir el 413, el seu fill, Jangsu es va coronar i la capital es va mudar a Pyongyang el 427. La fortalesa de Gungnae va seguir jugant un paper important com a centre social i cultural després del trasllat.
Abans de la caiguda de Koguryö, Gungnae-seong va caure derrotat per l'aliança de Silla-Tang, el general Yeon Namsaeng va rendir la ciutat el 666. El regne de Koguryö va sucumbir el 668 quan l'exèrcit Tang va capturar Pyongyang i va capturar i retenir el rei Bojang i Yeon Namgeon.

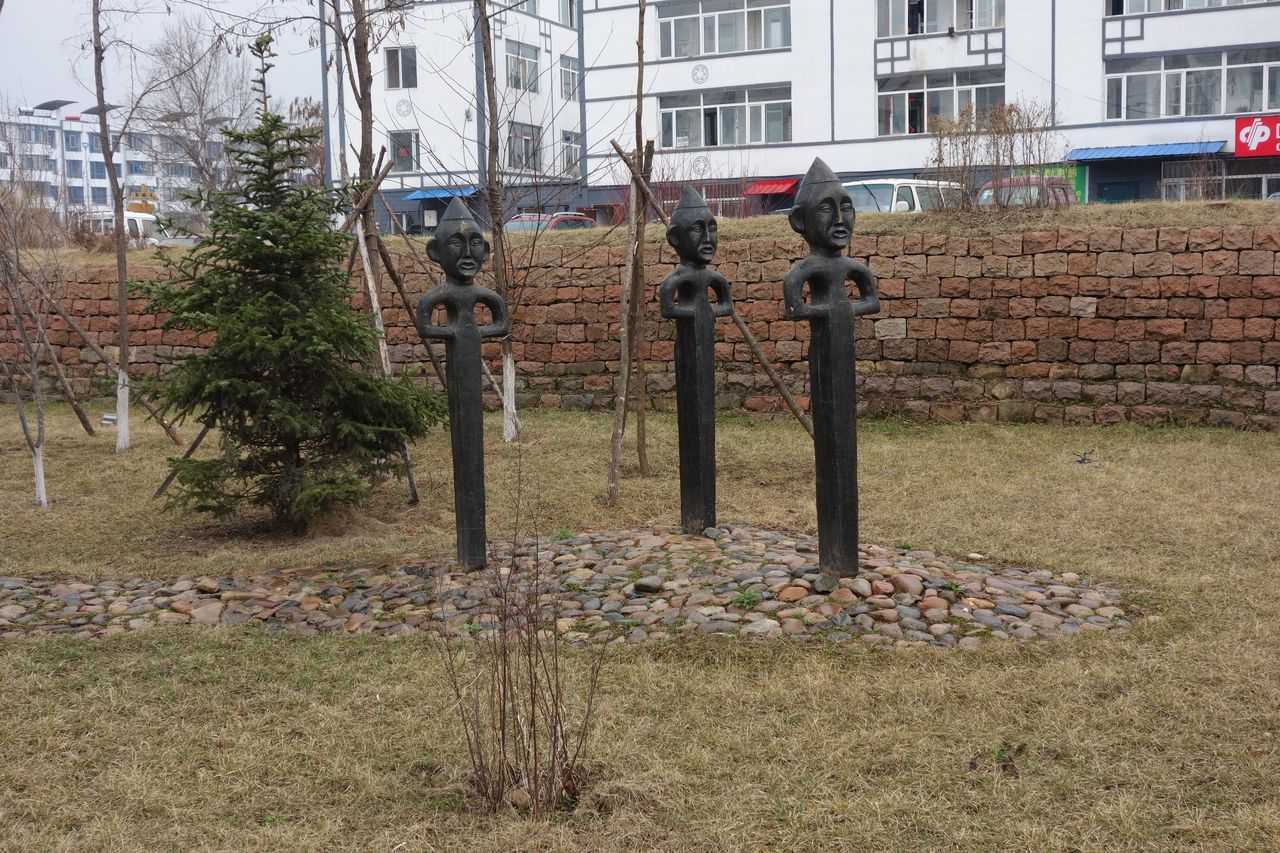
Estàtues en las ruïnes de la fortalesa de Gungnae
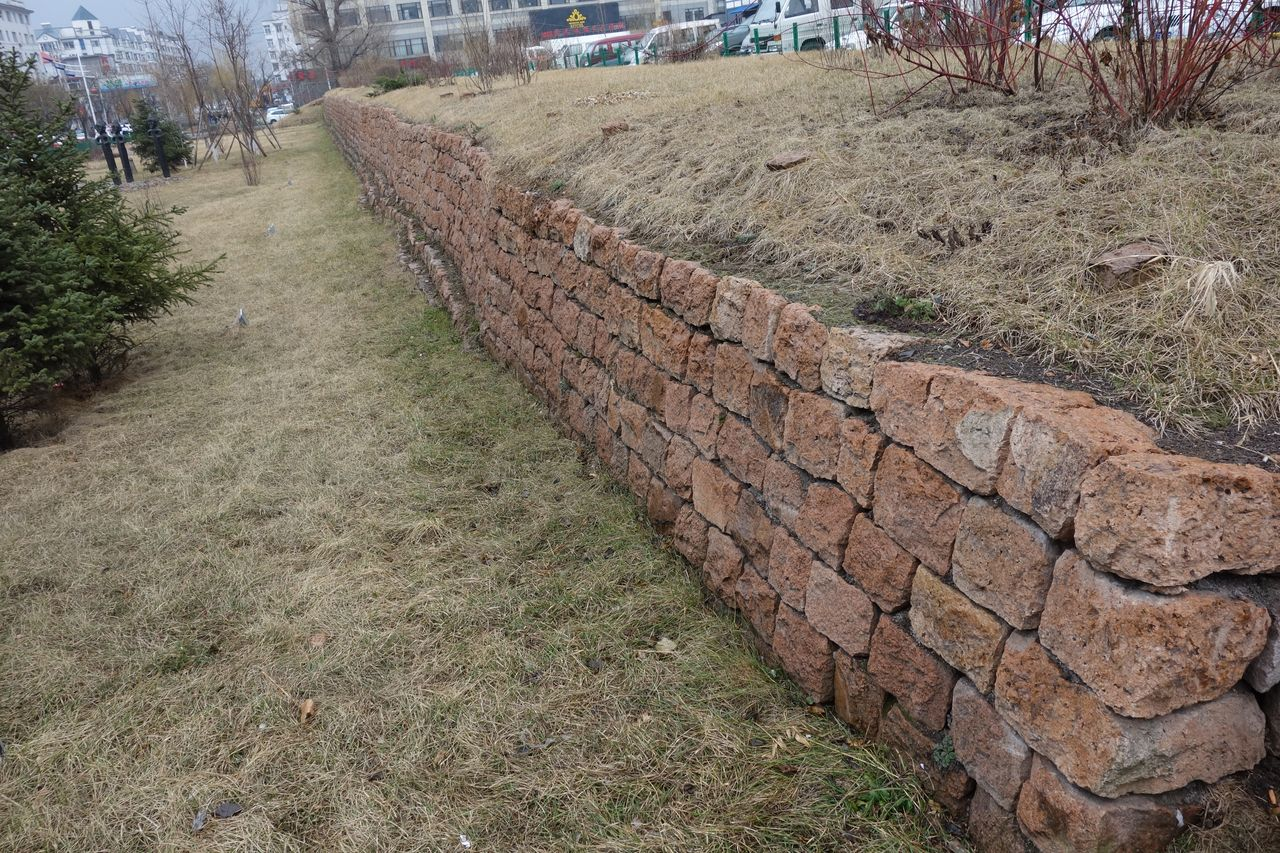
Part de la muralla de la fortalesa de Gungnae